# South Somerset
South Somerset este un district ne-metropolitan situat în Regatul Unit, în comitatul Somerset din regiunea South West, Anglia.

## Orașe din district
- Castle Cary
- Chard
- Crewkerne
- Ilminster
- Somerton
- Wincanton
- Yeovil

## Vedeți și
1. ↑   https://ons.maps.arcgis.com/home/item.html?id=a79de233ad254a6d9f76298e666abb2b Lipsește sau este vid: |title= (ajutor)